# Monte Mills
Il Monte Mills (in lingua inglese: Mount Mills) è una montagna alta 2.955 m, che forma la scarpata settentrionale del Dominion Range, catena montuosa che fa parte dei Monti della Regina Maud, in Antartide.
Il Monte Mills sovrasta il Ghiacciaio Beardmore, 8 miglia nautiche (15 km) a nord del Monte Saunders.
Fu scoperto dalla Spedizione Nimrod (British Antarctic Expedition, 1907–09) guidata dall'esploratore polare britannico Ernest Shackleton.
La denominazione è stata assegnata in onore dell'armatore neozelandese James Mills (1847-1936), fondatore della Union Steam Ship Company il quale, assieme al Governo della Nuova Zelanda, aveva pagato il costo necessario per trainare il veliero Nimrod in Antartide nel 1908 nel corso dell'omonima spedizione.